# Harthberg
Der Harthberg ist eine 317,6 m hohe Erhebung rechts der Werra im nordhessischen Werra-Meißner-Kreis. Auf dem steilen, trockenen und wärmebegünstigten Prallhang der Werra-Mäanderschleife bei Oberrieden und Lindewerra haben sich durch die historische Bewirtschaftung als Niederwald Traubeneichenmischwälder ausgebildet. Um diesen seltenen Waldtyp mit dem angrenzenden staudenreichen Werraufer zu erhalten und zu schützen, wurde der Bereich im Dezember 1993 zum Naturschutzgebiet erklärt und später als Teil eines Fauna-Flora-Habitat-Gebiets in dem europaweiten Netz von Schutzgebieten „Natura 2000“ verankert.

## Lage
Der Harthberg liegt in der Gemarkung von Werleshausen, einem Ortsteil der Stadt Witzenhausen im Werra-Meißner-Kreis. Er bildet das westliche Ende des Höhebergs, eines Höhenzugs im Grenzbereich von Hessen und Thüringen. Sein Südhang reicht bis an die hufeisenförmige Werraschleife bei Oberrieden und dem thüringischen Lindewerra im Landkreis Eichsfeld.
Das Gebiet gehört zum „Geo-Naturpark Frau-Holle-Land“. In der naturräumlichen Gliederung Deutschlands, die auf der Geographischen Landesaufnahme des Instituts für Landeskunde Bad Godesberg basiert, wird der Harthberg der Untereinheit Höheberg (358.6) im Unteren Werrabergland (358) in der Haupteinheitengruppe des Osthessischen Berglands zugeordnet. Nach Süden geht der Bereich in die Lindewerra-Werleshäuser Schlingen (358.32) im Sooden-Allendorfer Werratal (358.3) über.

## Geologie
Der Harthberg ist ein Ausläufer des Buntsandsteingebiets des Höhebergs, dessen Scholle im Übergangsbereich der Saalfeld-Eichenberger-Störungszone in den Leinegraben emporgehoben wurde. Er entstand als Prallhang der Werra, die bei dem Bad Sooden-Allendorfer Ortsteil Oberrieden in einer langgezogenen Linksschleife einen von Südwesten hereinragenden Umlaufberg umfließt. An der stark abschüssigen Südseite des Hardtbergs stehen über eine Länge von rund dreihundert Metern in mehreren Hanganschnitten eine bis zu dreißig Meter mächtige Abfolge aus Gesteinen der Bernburg-Formation des Unteren Buntsandsteins an. Die Turbulenz und die Erosionskraft des fließenden Wassers der Werra hat die Felswände unterschnitten und die Uferböschung steil gehalten. Nachbrechendes Gestein sorgte für relativ gute Aufschlussverhältnisse. Der hier anstehende Untere Buntsandstein unterscheidet sich von dem im Kreisgebiet weit verbreiteten Schichten des Mittleren Buntsandsteins: Er ist tonreicher, generell glimmerreich und weist andere sedimentäre Strukturen auf. Die Sandsteine sind meist dünnplattig und zeigen teilweise Rippelmarken.

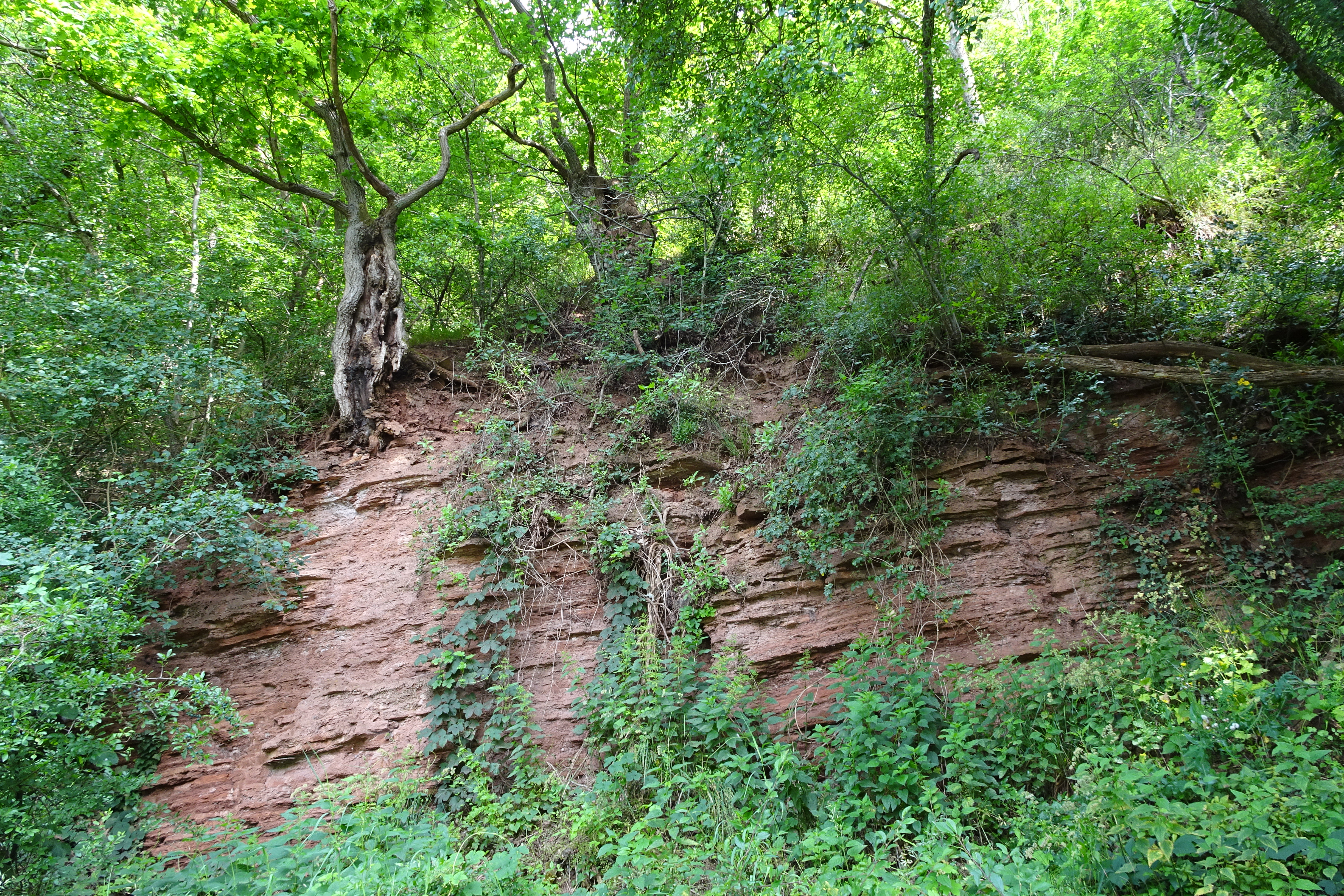
Aufschlüsse der Sand-Ton-Mischgesteine des Unteren Buntsandsteins im südöstlichen Bereich des Prallhangs.
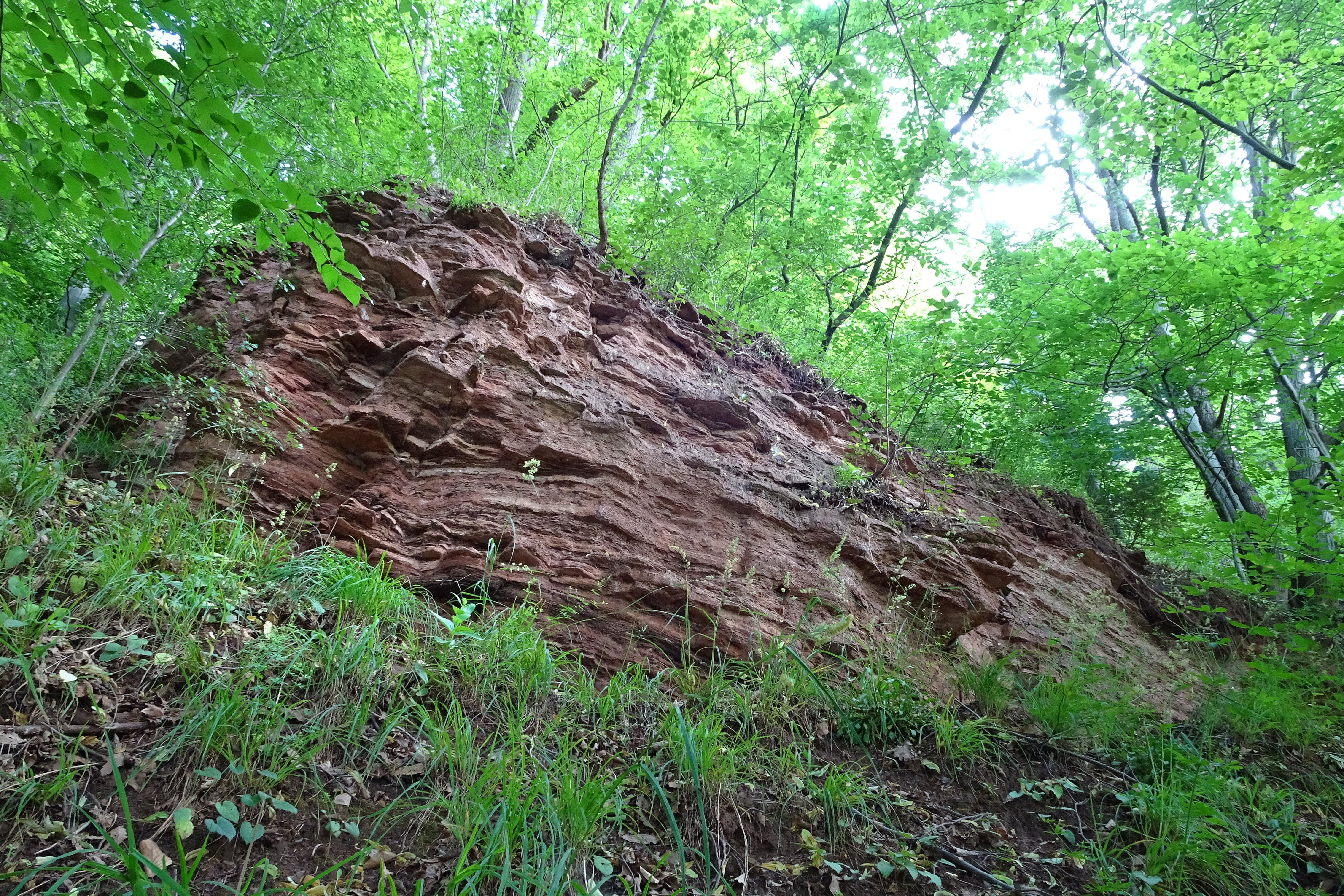
Die Werra hat am Hardtberg die Böschung unterschnitten und so das Ufer steilgehalten.

## Natur
Auf dem nach Süden ausgerichteten Steilhang werden Wälder geschützt, die durch die frühere Bewirtschaftung als Niederwald entstanden sind. Die ehemalige Nutzung und die extremen Standortbedingungen haben einen Habichtskraut-Traubeneichenwald ausgebildet. Dieser Waldtyp wächst auf Flächen, die eher trocken und wärmebegünstigt und deren Böden nährstoffarm sind. Typische oder häufige Baumarten sind Trauben- und Stieleiche, Hainbuche, Winterlinde, Elsbeere und Wildbirne. In der Krautschicht des lichten Waldes sind Färber-Ginster, Zypressen-Wolfsmilch, Blauroter Steinsame, Berg-Segge und Schwarzwerdende Platterbse vertreten. Auch mehrere Habichtskrautarten finden hier geeignete Wuchsbedingungen.
Ein attraktiver Lebensraum ist der Hardtberg auch für zahlreiche Vogelarten wie Rotmilan, Kolkrabe, Hohltaube, Turteltaube, Waldkauz, Waldohreule, Grün-, Grau-, Bunt-, Mittel- und Kleinspecht, Grauer Fliegenschnäpper und Waldbaumläufer. Den Waldrand zum Werraufer hin besiedeln Nachtigall und Sumpfmeise und im Schilf kommen Teichrohrsänger und Rohrammer vor. Zu den hier lebenden Tagfaltern gehören Mauerfuchs, Aurorafalter, Großes Ochsenauge, Kleines Wiesenvögelchen, Schachbrett und weitere Arten.

## Kulturhistorische Bedeutung
Der Bereich um Lindewerra war nahezu immer Grenzland. Hier stießen im Laufe der Zeit die Gebiete der Thüringer und Franken, der mainzischen, später preußischen Eichsfelder und der Hessen aneinander. Im Jahr 1945 besetzten amerikanische und sowjetische Besatzungstruppen beide Flussufer der Werra und die beiden danach entstandenen deutschen Staaten hatten ihre Grenze auch in diesem Gebiet. Von der ehemaligen „Innerdeutschen Grenze“ am Hardtberg, mit der einst rund einhundert Meter breiten Schneise, auf der ein Stahlgitterzaun errichtet und ein Kolonnenweg aus Betonplatten angelegt wurde, sind heute nur noch Relikte vorhanden.
Im Herbst 1945 kam es im Rahmen des Wanfrieder Abkommens zu einer Grenzverschiebung der amerikanisch-sowjetischen Zonengrenze im Werratal. Mit ihr wollten die Amerikaner erreichen, dass der unterhalb der thüringischen Burg Hanstein gelegene Abschnitt der wichtigen Nord-Süd-Eisenbahnverbindung nicht mehr durch sowjetisches Besatzungsgebiet führt. Auf diesem rund drei Kilometer langem Streckenabschnitt soll es wiederholt durch Kontrollschikanen zu Behinderungen gekommen sein. Mit einer Grenzkorrektur durch den sogenannten „Wisky-Wodka-Vertrag“ sollte die Bahnlinie „sowjetfrei“ werden. Im Tausch kamen die ehemals hessischen Orte Sickenberg, Asbach, Vatterode, Weidenbach und Hennigerode nach Thüringen und die zuvor thüringischen Orte Werleshausen und Neuseesen und mit ihnen auch der Harthberg an Hessen.
Die Wälder an dem Steilhang des Hardtbergs wurden durch die frühere Nutzung als Niederwald geprägt. Der Wald diente, wie viele andere Wälder der Region auch, als Eichenschälwald zur Gewinnung von Gerberlohe. Die Lederproduktion war einst, bis zu ihrem Niedergang nach dem Ersten Weltkrieg, in der nahe gelegenen Kreisstadt Eschwege einer der Haupterwerbszweige. Der Bedarf an Gerbsäure aus der Eichenrinde war gewaltig. In vielen, dafür gut geeigneten Wäldern des Werratals wurden die Triebe der Eichen etwa alle zehn bis zwanzig Jahre kurz über der Wurzel gekappt und entrindet. Die Bäume trieben wieder neu aus und bildeten so den vielstämmigen Niederwald, dessen Strukturen sich mancherorts bis heute erhalten haben.
Die geschälten Stämmchen konnten zu Spazierstöcken weiterverarbeitet werden, ein Handwerkszweig der in Lindewerra bis in die Gegenwart überlebt hat. Das Stockmacherhandwerk entwickelte sich seit 1836 zu einem blühenden Gewerbe, so dass es bald keine Familie im Ort gab, die nicht wenigstens teilweise mit dem Stockmachen beschäftigt war. In dem als das „Stockmacherdorf Deutschlands“ über die Landesgrenzen hinaus bekannten Ort, produzierten beispielsweise in den 1940er Jahren 30 Familien fast eine Million Geh- und Stützstöcke aller Art im Jahr. Auch wenn es heute nicht mehr so viele sind und die Rohware nicht mehr heimische Eiche ist, sondern meistens Kastanienholz, das aus Spanien und Südengland bezogen wird, werden jährlich hier noch mehrere zehntausend Stöcke handgefertigt.

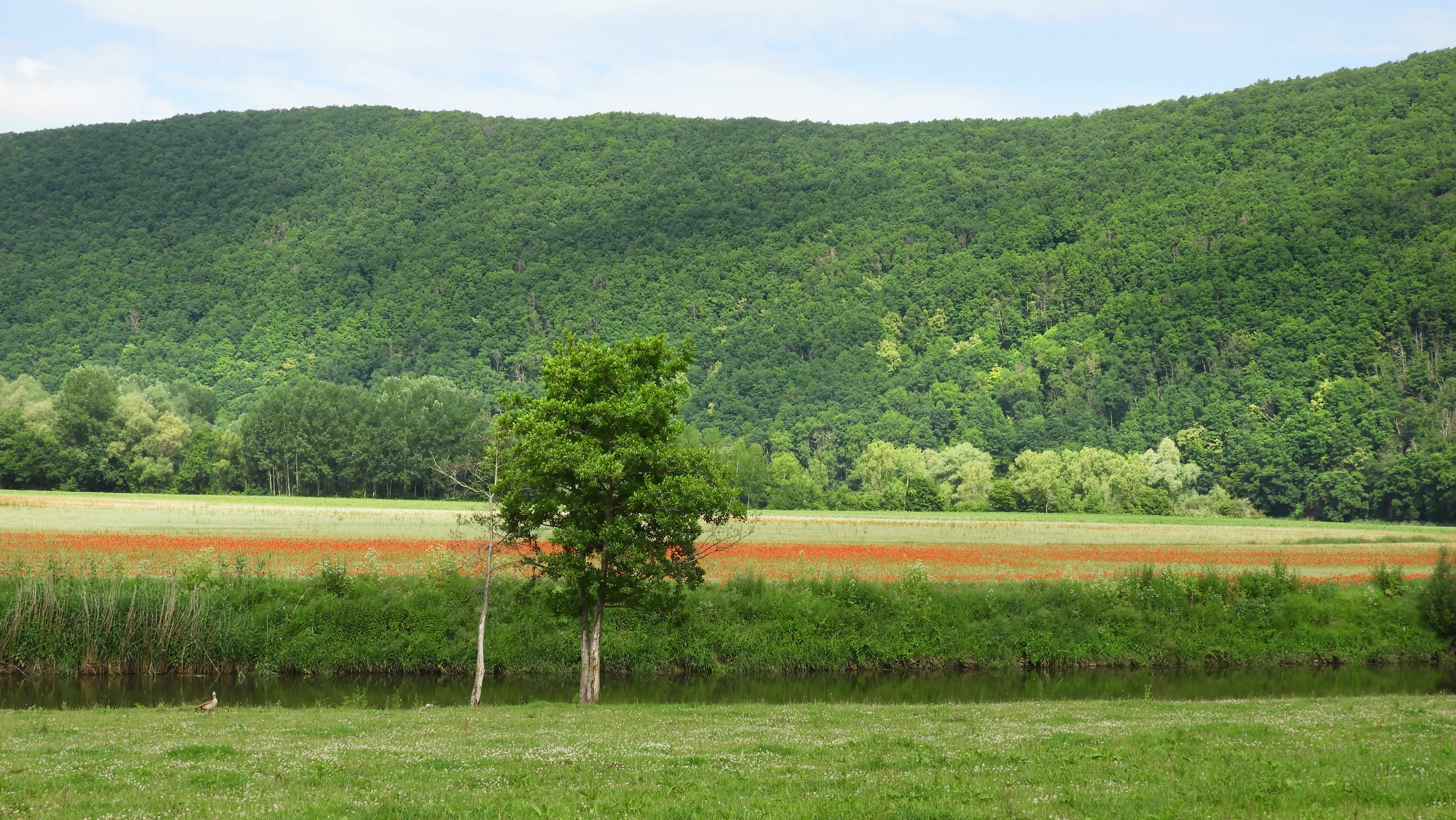
Ansicht vom Radweg bei Lindewerra.
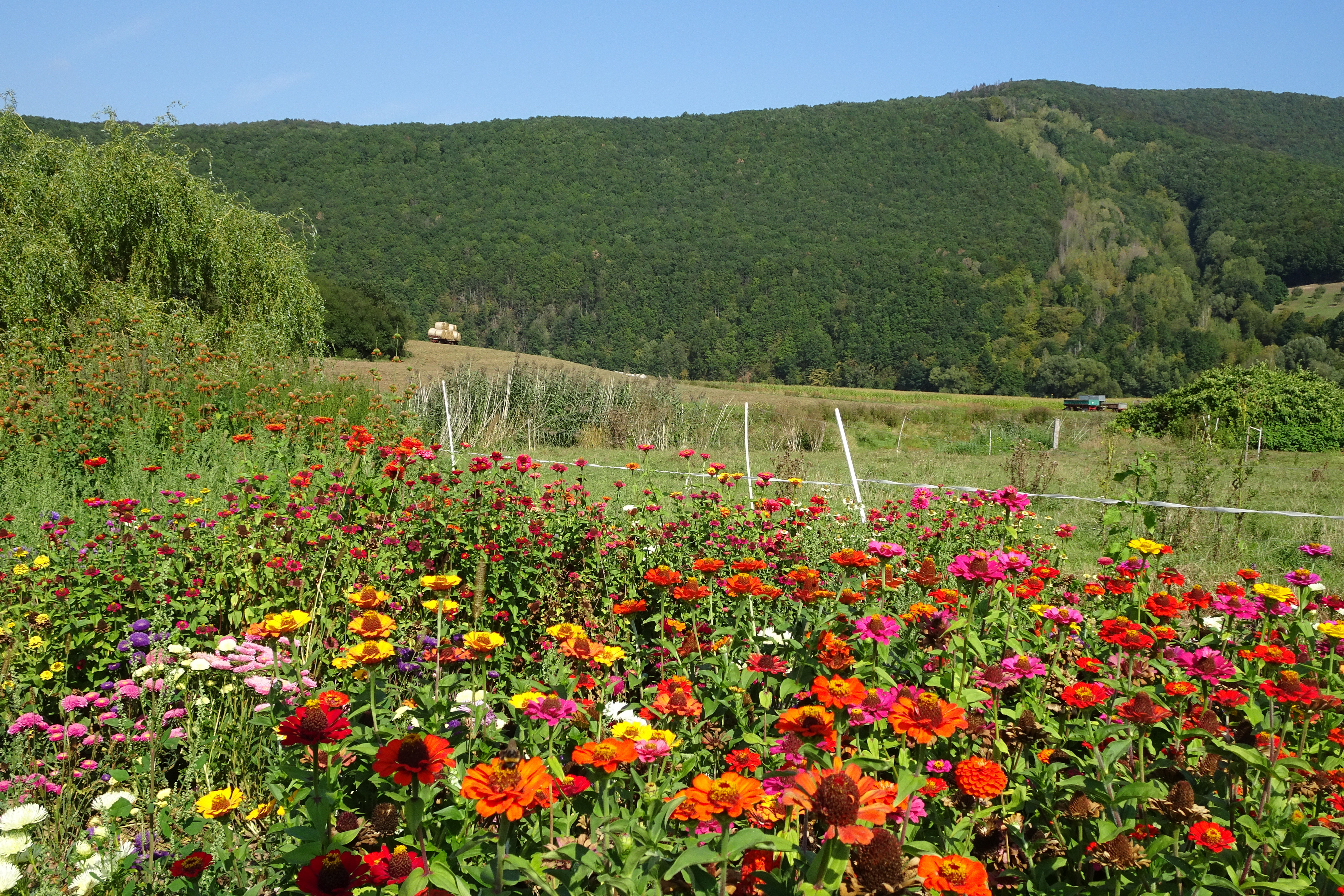
Blick von Lindewerra auf den Harthberg und das Naturschutzgebiet „Kelle-Teufelskanzel“ (im Bild rechts).
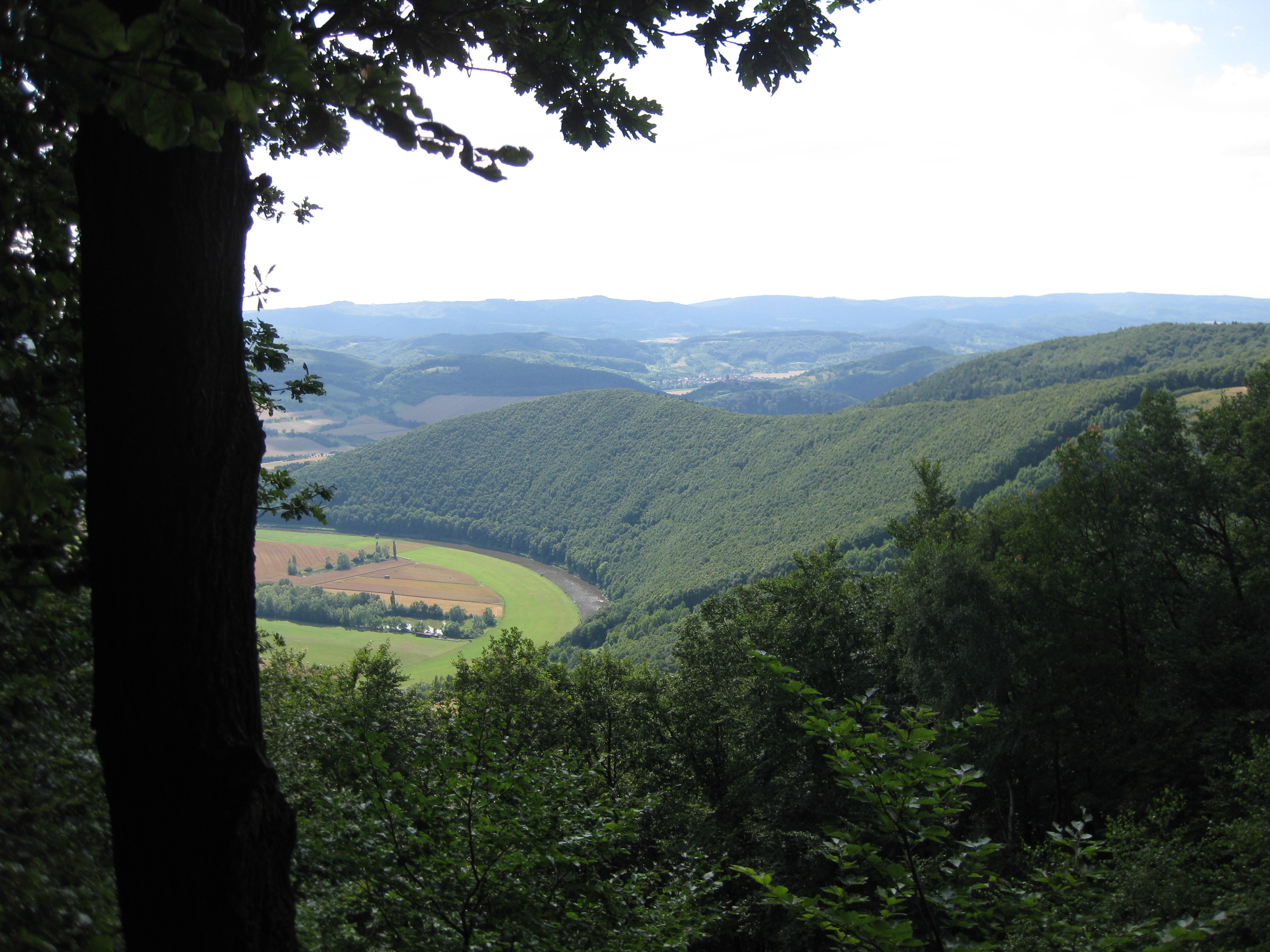
Der Hardtberg von der Teufelskanzel aus gesehen.

## Schutz
- Naturschutzgebiet

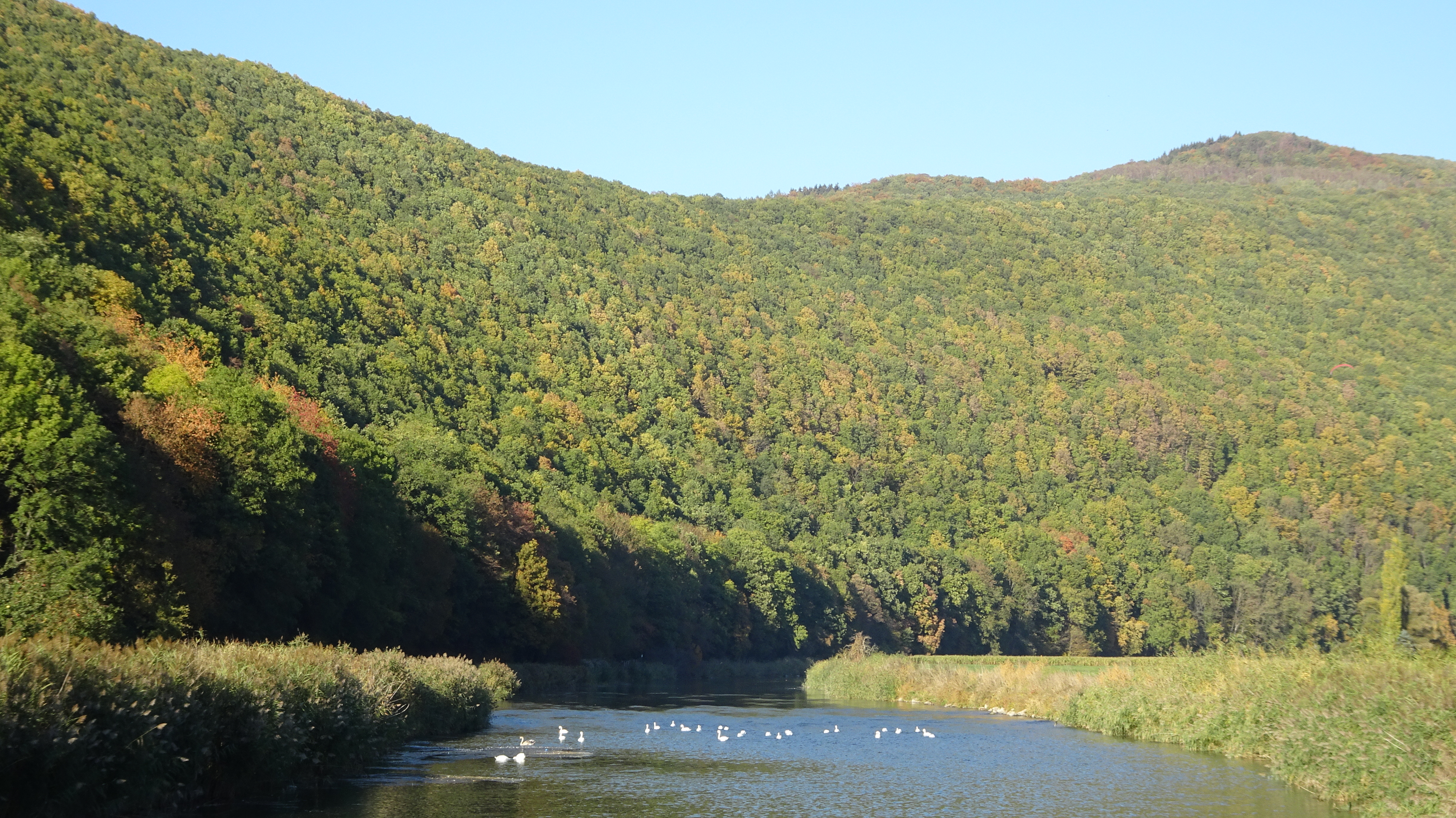
Zum Naturschutzgebiet gehören die durch die niederwaldartige Nutzung geprägten Wälder des Steilhangs und das staudenreiche Werraufer unterhalb

Mit Verordnung des Regierungspräsidiums Kassel vom 9. Dezember 1993, die am Tage nach der Verkündung im Hessischen Staatsanzeiger vom 27. Dezember 1993 in Kraft trat, wurden die durch die niederwaldartige Nutzung geprägten Traubeneichenwälder des Harthbergs mit dem angrenzenden staudenreichen Werraufer zum Naturschutzgebiet erklärt. Das Schutzgebiet mit einer Größe von 40 Hektar hat die nationale Kennung 1636023 und den WDPA-Code 163534.
- Fauna-Flora-Habitat-Gebiet

Als eine von vielen Teilflächen wurde das Naturschutzgebiet Harthberg in das Fauna-Flora-Habitat-Gebiet Werra- und Wehretal, mit der Nummer 4825-302 und dem WDPA-Code 555520187, integriert und ist so zu einem Teil von Natura 2000, dem europaweiten Netz von Schutzgebieten zur Erhaltung gefährdeter Lebensräume und Arten geworden. Das mit einer Fläche von rund 24.000 Hektar größte FFH-Gebiet des Werra-Meißner-Kreises soll vorrangig dem Schutz der Fledermausarten Bechsteinfledermaus und Großes Mausohr sowie dem Schutz der großen zusammenhängenden Buchenwälder mit waldnahem Grünland und angrenzenden Streuobstwiesen dienen. Die rechtliche Sicherung erfolgte im Januar 2008 mit der „Verordnung über Natura 2000-Gebiete in Hessen“.
- Grünes Band Hessen

Das Naturschutzgebiet Harthberg liegt vollständig in dem Biotopverbund des „Grünen Bandes Hessen“, das Anfang 2023 vom Hessischen Landtag zum Nationalen Naturmonument erklärt wurde. Mit der Ausweisung sollten Bereiche entlang der ehemaligen innerdeutschen Grenze, mit ihrer noch weitgehend unberührten Natur, als Schutzgebiet und Erinnerungslandschaft mit landeskundlicher, wissenschaftlicher und kulturhistorischer Bedeutung bewahrt werden. Der Harthberg ist Teil der Zone 1 mit dem Schutzzweck „die unbeeinflusste, natürliche Dynamik der Ökosysteme mit ihren Zusammenbruchs- und Pionierphasen und der dazugehörigen Fauna und Flora zu sichern“.
- Benachbarte Schutzgebiete

Auf der östlichen Seite grenzen das Grüne Band Thüringen, das mit der Entscheidung des Thüringer Landtages bereits 2018 zum Nationalen Naturmonument erklärt wurde. sowie das Naturschutz- und Natura-2000-Gebiet „Kelle – Teufelskanzel“ direkt an den Harthberg. Geschützt werden in dem rund 200 Hektar großen Gebiet Laubwälder, die aus ehemaligen Niederwäldern hervorgegangenen sind und meistens dem Lebensraumtyp Labkraut-Eichen-Hainbuchenwald zugerechnet werden sowie Silikatfelsen und Streuobstwiesen.
Das Schutzgebiet „Kelle - Teufelskanzel“ liegt innerhalb des EU-Vogelschutzgebiets 4626-420 „Werrabergland südwestlich Uder“ und des Landschaftsschutzgebiets „Obereichsfeld“.
Südlich an den Harthberg grenzt auf der anderen Werraseite das hessische Landschaftsschutzgebiet „Auenverbund Werra“ an. In ihm sollen die verschiedenen Wiesen- und Ufervegetationstypen des Gewässers geschützt und naturnahe Abschnitte erhalten oder wiederhergestellt werden.
- Hotspot der biologischen Vielfalt

Gemeinsam mit dem Meißnergebiet und dem Kaufunger Wald wird das Tal der Werra zu den Regionen in Deutschland gezählt, die eine besonders hohe Dichte und Vielfalt an charakteristischen Arten, Populationen und Lebensräumen aufweisen. Diese als Hotspots der biologischen Vielfalt bezeichneten Bereiche wurden im Auftrag des Bundesamts für Naturschutz ermittelt und mit dem Bundesprogramm Biologische Vielfalt gezielt gefördert. Die dreißig ausgewählten Hotspots finden sich im ganzen Land und nehmen zusammen etwa elf Prozent der Fläche Deutschlands ein.